# 裸颊鸫鹛
裸颊鸫鹛（学名：Turdoides gymnogenys），是画眉科鸫鹛属的一种，分布于安哥拉和纳米比亚。全球活动范围约为196,000平方千米。该物种的保护状况被评为无危。
裸颊鸫鹛的平均体重约为75.2克。栖息地包括亚热带或热带的旱林、干燥的稀树草原、亚热带或热带的（低地）干燥疏灌丛和河流、溪流。